# 山棲木
山棲木（学名：Orothamnus zeyheri）是分佈在南非西開普省的一種山龍眼科植物。它們是直立及樹枝稀疏的灌木，最高達5米。
山棲木極之稀有，且受到《瀕危野生動植物種國際貿易公約》附錄一的保護。它們的壽命很短，平均只有10年，最多也只是20年，很易被火燒燬。其種子可以在地底下35年仍能生存，奇怪的卻是要靠火來發芽。其傳播媒介不明。它們生長在海拔450-850米的泥媒沼澤。它們種子的發芽率很低，且受到開普敦沼鼠掠食；若周圍的土壤被蹂躪，疫霉菌會令它們死亡。若成功將它們移植到風輪花的根莖，則可保存它們免至滅絕。

## 外部連結
- Protea Atlas Project
- Colin Paterson-Jones （页面存档备份，存于）
- Kogelberg Nature Reserve[永久]